# Akysis galeatus
Akysis galeatus är en fiskart som beskrevs av Page, Rachmatika och Robins 2007. Akysis galeatus ingår i släktet Akysis och familjen Akysidae. Inga underarter finns listade i Catalogue of Life.